# (500556) 2012 UY49
(500556) 2012 UY49 es un asteroide perteneciente al cinturón de asteroides, descubierto el 21 de julio de 2006 por el equipo del Mount Lemmon Survey desde el Observatorio del Monte Lemmon, Arizona, Estados Unidos.

## Designación y nombre
Designado provisionalmente como 2012 UY49.

## Características orbitales
2012 UY49 está situado a una distancia media del Sol de 3,196 ua, pudiendo alejarse hasta 3,716 ua y acercarse hasta 2,675 ua. Su excentricidad es 0,162 y la inclinación orbital 5,314 grados. Emplea 2087,18 días en completar una órbita alrededor del Sol.

## Características físicas
La magnitud absoluta de 2012 UY49 es 16,8. 